# Großzunft

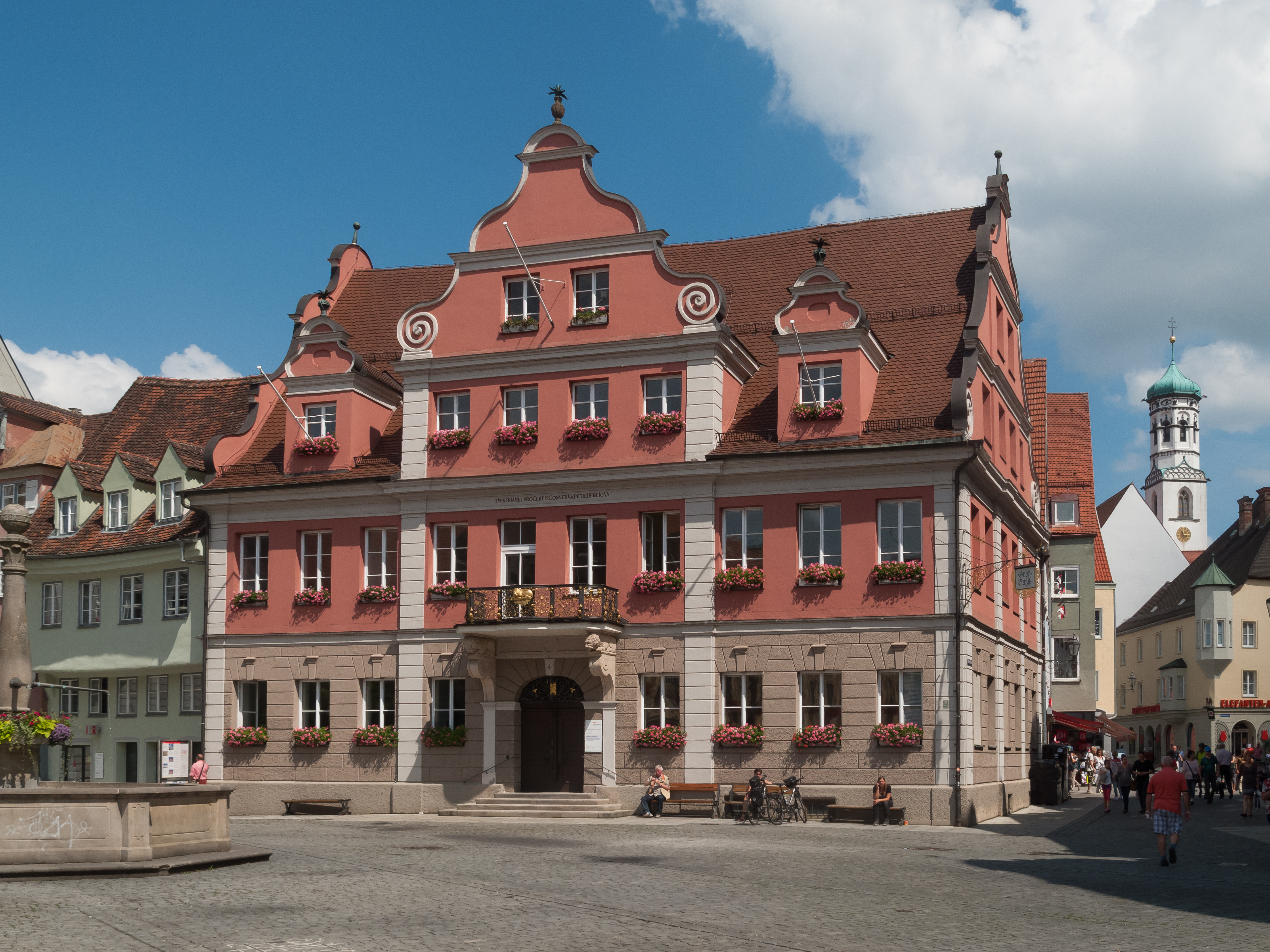
Die Großzunft von Memmingen

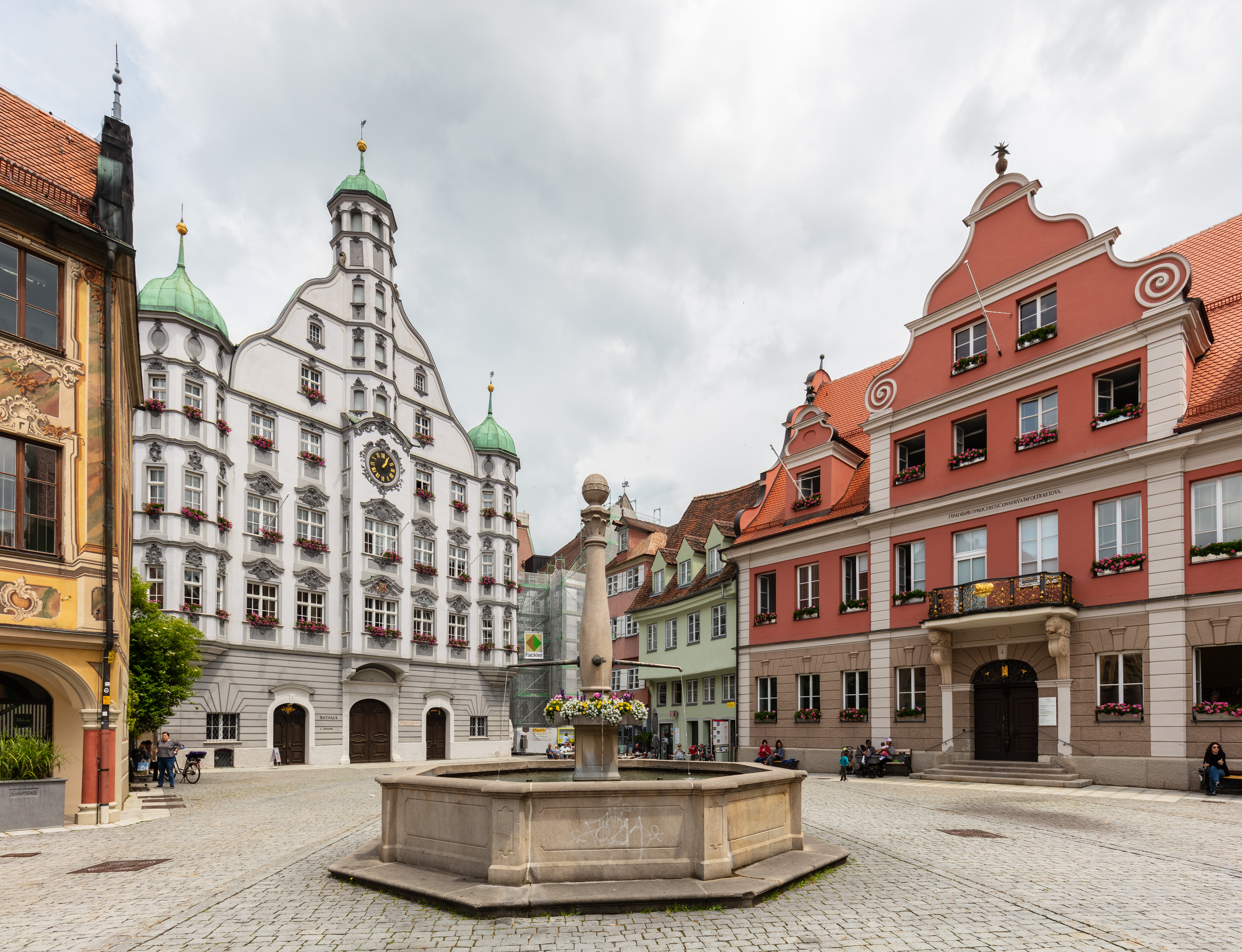
Rathausplatz und Großzunft

Die Großzunft ist ein Gebäude der oberschwäbischen ehemals Freien Reichsstadt Memmingen. Es schließt den Marktplatz nach Osten ab und setzt dadurch einen starken städtebaulichen Aspekt.

## Bedeutung des Hauses
Zur Großzunft gehörten die Patrizier, die nach der Zunftrevolution im Jahre 1347 eine eigene Zunft, oder genauer Patriziergesellschaft, bildeten. Durch den Reichtum, den sie in die Stadt brachten, waren sie die mächtigste Zunft der ehemaligen Freien Reichsstadt. Der Kleine Rat, auch Geheimer Rat oder Hasenrat genannt, wurde 1551 von Kaiser Karl V. in der Stadt eingeführt. Er festigte die bereits vorher geltende Vormachtstellung der Patrizier im politischen Geschehen dadurch, dass die Patrizierschicht immer die Mehrheit stellte. Sie bestimmte, welche politische, kulturelle und wirtschaftliche Richtung die Stadt einschlug. Nach der Mediatisierung der Reichsstadt verlor die Adelige Gesellschaft zum goldenen Löwen ihre Vormachtstellung.

## Geschichte
Die erste Trinkstube der reichen Memminger Kaufleute entstand im Jahre 1453 an diesem Platz, nachdem die Patrizier nach der Zunftrevolution 1347 eine eigene Zunft, die Großzunft, gegründet hatten. 1718 bis 1719 musste sie dem Neubau weichen. Das Gebäude diente als Versammlungs- und Ballhaus für die Patrizier und Adeligen der Stadt und des Umlandes. Nach der Bayerischwerdung der Stadt 1804 und der damit einhergehenden Auflösung der Zünfte wurde auch die Gesellschaft zum goldenen Löwen aufgelöst. 1834 erwarb die Stadt das Haus und brachte dort verschiedene Ämter und Behörden unter. Um 1950 beherbergte das Haus das Stadtmuseum, heute befinden sich dort das Pass-, Ausländer-, Einwohnermelde- und Standesamt. Trauungen werden im benachbarten Memminger Rathaus durchgeführt.

## Baubeschreibung

### Außenansicht
Das Gebäude ist zweistöckig, der dritte Stock befindet sich bereits in der Dachschräge mit drei Dachgauben mit geschwungenen Renaissancegiebeln. Von der mittleren, der größten Dachgaube ziehen sich große, weißgestrichene Quader bis zum Boden. An den Ecken befinden sich die gleichen weißen Steine. Der Eingang ist leicht erhöht und über drei Stufen zu erreichen. Flankiert wird er von zwei angedeuteten Säulen. Die Türe ist aus gebeizter Eiche, als Türklopfer sind Löwenköpfe angebracht. Der erste Stock ist grau gestrichen und besitzt Rillen. Der zweite Stock ist rot gefärbt. In der Mitte befindet sich ein Balkon mit reichen Verzierungen, in dessen Mitte ein Löwe abgebildet ist. Die schmiedeeisernen Teile sind vergoldet. Gestützt wird der Balkon von steinernen Löwen. An den Seiten des Gebäudes befinden sich ebenfalls geschwungene Renaissancegiebel.
Über dem Balkon befindet sich die Inschrift „TV PATRIAM ET PROCEREIS CONSERVA IN FOEDERE IOVA“ welche mit „Erhalte du, o Gott (Jehova), die Vaterstadt und die Adeligen im einträchtigen Bunde“ übersetzt wird. Die in der Inschrift größer gesetzten Buchstaben bilden ein Chronogramm, welches das Baujahr 1719 ergibt.

## Feste um die Großzunft
- Am Kinderfest grüßt der Oberbürgermeister die Kinder vom goldenen Balkon der Großzunft.
- Am Fischertag wird vor der Großzunft die Waage aufgestellt, um die schwerste Forelle zu ermitteln.